# Districte de Miranda

Mapa dels districtes i cantons del Gers

El districte de Miranda és un dels tres districtes del departament francès del Gers a la regió d'Occitània. Està compost per 8 cantons i 150 municipis. El cap del districte és la sotsprefectura de Mirande.

## Cantons
- cantó d'Anhan
- cantó de Marciac
- cantó de Masseuva
- cantó de Mielan
- cantó de Miranda
- cantó de Montesquiu
- cantó de Plasença
- cantó de Riscla